# Aberconwy (circonscription du Senedd)
Ne doit pas être confondue avec Aberconwy, une circonscription parlementaire de la Chambre des communes.
Pour les articles homonymes, voir Aberconwy.
Aberconwy est une circonscription du Senedd dite de comté utilisée dans le cadre d’un scrutin uninominal pour les élections générales du Parlement gallois. Créée en 2007, elle appartient à la région électorale de North Wales.
Janet Finch-Saunders est la membre du Senedd représentant la circonscription depuis l’élection générale de 2011. Elle siège à la chambre dans le groupe conservateur.

## Histoire

### Antécédents
Les circonscriptions de l’Assemblée (Assembly constituencies  en anglais) sont des divisions électorales du territoire du pays de Galles créées à compter du 1er décembre 1998 par le Government of Wales Act 1998 pour les élections de l’Assemblée nationale du pays de Galles et utilisées à partir du 6 mai 1999, jour du premier scrutin dévolu,.
La définition originelle des circonscriptions est décrite dans le Parliamentary Constituencies (Wales) Order 1995, un décret en Conseil redistribuant les sièges gallois du Parlement du Royaume-Uni sur la base des zones de gouvernement local établies au 16 décembre 1994 et utilisé pour les élections générales de la Chambre des communes depuis 1997.

### Création de la circonscription
Dans le cinquième rapport périodique sur les circonscriptions parlementaires du pays de Galles, la commission du tracé des limites pour le pays de Galles (en) recommande la création de trois circonscriptions (Aberconwy, Arfon et Dwyfor Meirionnydd) à la place de circonscriptions existantes.
Le découpage des circonscriptions parlementaires et de l’Assemblée basé sur ces recommandations est effectué par le Parliamentary Constituencies and Assembly Electoral Regions (Wales) Order 2006 à partir des zones principales en usage au 31 janvier 2005. Ce décret en Conseil est mis en œuvre à compter des élections législatives galloises de 2007, et, à l’entrée en vigueur du Government of Wales Act 2006, il devient la base légale délimitant les circonscriptions et régions électorales de l’Assemblée,.
Le décret donne une la définition des limites de la circonscription d’Aberconwy établie à partir d’une partie du borough de comté de Conwy localisée sur vingt-et-une de ses sections électorales. Ainsi, elle est érigée à partir de territoires relevant de la circonscription de Conwy et de celle de Meirionnydd Nant Conwy,.

## Description

### Toponymie
La seule dénomination officielle de la circonscription est celle d’Aberconwy County Constituency (littéralement en anglais, la « circonscription de comté d’Aberconwy ») d’après le Parliamentary Constituencies and Assembly Electoral Regions (Wales) Order 2006, plus simplement abrégée en Aberconwy. En gallois, elle porte le même nom,.

### Données démographiques
| Année | Population | Superficie (en km2) | Densité de population (en hab./km2) |
| ----- | ---------- | ------------------- | ----------------------------------- |
| 2011  | 56 415     | 603,10              | 94                                  |

Le dernier recensement de la population en vigueur en Angleterre et au pays de Galles est celui effectué par l’Office for National Statistics en 2011.
Selon ce recensement, la circonscription d’Aberconwy admet une population résidentielle (usual residents en anglais) de 56 415 habitants, en dessous de la moyenne par circonscription évaluée à 76 586 habitants. Elle est ainsi la circonscription la moins peuplée des circonscriptions du Senedd derrière celle d’Arfon (39e rang).
Du point de vue de la surface, avec ses 603,10 km2, elle est la 12e circonscription la plus étendue. Aussi, sa densité de population de 94 hab/km2 s’établit en dessous de la moyenne du pays de Galles.

### Système électoral
Les élections générales du Parlement gallois sont un système parallèle associant un scrutin majoritaire et un scrutin proportionnel qualifié de système du membre additionnel (additional member system en anglais, abrégé en AMS).
L’élection d’un représentant de circonscription est conduite dans le cadre d’un scrutin uninominal majoritaire à un tour (first-past-the-post). Selon ce système électoral, le candidat élu est celui ayant reçu le plus grand nombre de voix au premier et seul tour du scrutin. Une majorité simple (et non absolue) est donc requise pour gagner l’élection dans la circonscription.
Simultanément à l’élection du représentant de circonscription se déroule une autre élection, celle-ci au scrutin de liste bloquée, dans laquelle sont désignés 4 représentants régionaux en fonction des résultats des partis politiques à l’échelle des circonscriptions d’une région électorale. Ainsi, le scrutin corrige proportionnellement la somme des sièges obtenus par les partis dans les circonscriptions en distribuant les sièges régionaux selon le rapport de voix par sièges d’après la méthode d’Hondt. Plus un parti politique obtient de circonscriptions dans une région électorale donnée, moins il se voit attribuer de sièges régionaux dans celle-ci et inversement, mois il en obtient, plus il a de sièges régionaux sous réserve d’atteindre un seuil.

### Région électorale
D’après le Parliamentary Constituencies and Assembly Electoral Regions (Wales) Order 2006, la circonscription d’Aberconwy est, avec celles d’Alyn and Deeside, d’Arfon, de Clwyd South, de Clwyd West, de Delyn, de Vale of Clwyd, de Wrexham et d’Ynys Môn, l’une des composantes de la région électorale de North Wales en 2007,.

## Représentants

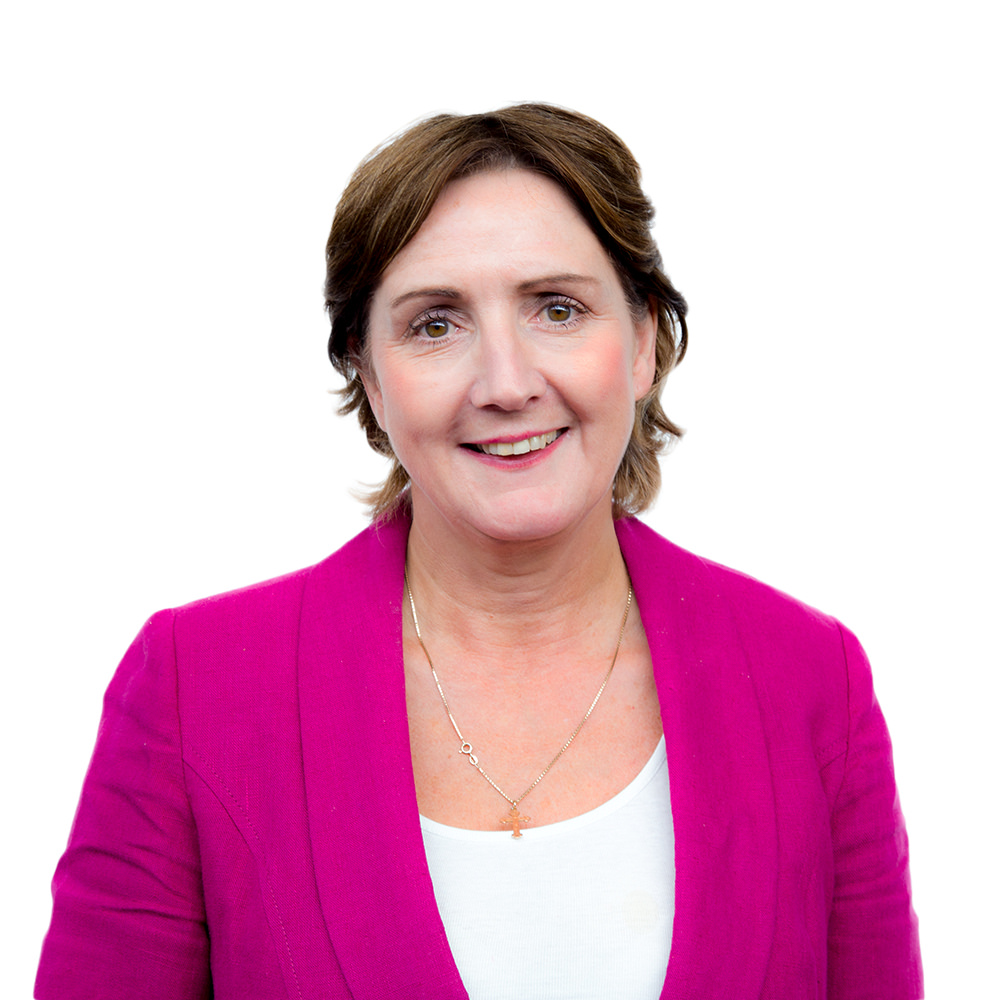
Janet Finch-Saunders (depuis 2011)

| Législature | Période              | Période              | Membre               | Groupe       | Fonction                                                              |
| ----------- | -------------------- | -------------------- | -------------------- | ------------ | --------------------------------------------------------------------- |
| IIIe        | 4 mai 2007           | 31 mars 2011         | Gareth Jones         | Plaid        | Président du comité de l’Entreprise et de l’Apprentissage (2007-2011) |
| IVe         | 6 mai 2011           | 5 avril 2016         | Janet Finch-Saunders | Conservateur |                                                                       |
| Ve          | 6 mai 2016           | 29 avril 2021        | Janet Finch-Saunders | Conservateur | Présidente du comité des Pétitions (2016-2021)                        |
| VIe         | Depuis le 8 mai 2021 | Depuis le 8 mai 2021 | Janet Finch-Saunders | Conservateur | Commissaire du Senedd (depuis 2021)                                   |

- Janet Finch-Saunders 
 (depuis 2011)

## Résultats électoraux

### Évolution électorale
Pour des raisons techniques, il est temporairement impossible d'afficher le graphique qui aurait dû être présenté ici.

### Détails des élections

#### Élection générale de 2007
| Candidat                   | Candidat                                           | Étiquette                  | Parti                      | Vote   | Vote   | Vote |  |
| Candidat                   | Candidat                                           | Étiquette                  | Parti                      | Voix   | %      | ±    |  |
| -------------------------- | -------------------------------------------------- | -------------------------- | -------------------------- | ------ | ------ | ---- |  |
|                            | Gareth Jones                                       | PC                         | Plaid Cymru                | 7 983  | 38,57  | ND   |  |
|                            | Dylan Jones-Evans                                  | CON                        | Welsh Conservatives        | 6 290  | 30,39  | ND   |  |
|                            | Denise Jones                                       | LAB                        | Welsh Labour               | 4 508  | 21,78  | ND   |  |
|                            | Euron Hughes                                       | LD                         | Welsh Liberal Democrats    | 1 918  | 9,27   | ND   |  |
|                            |                                                    |                            |                            |        |        |      |  |
| Majorité                   | Majorité                                           | Majorité                   | Majorité                   | 1 693  | 8,18   | ND   |  |
| Transfert de Butler        | Transfert de Butler                                | Transfert de Butler        | Transfert de Butler        |        |        | ND   |  |
|                            |                                                    |                            |                            |        |        |      |  |
| Corps électoral            | Corps électoral                                    | Corps électoral            | Corps électoral            | 44 143 | 100,00 |      |  |
| Abstention, blancs et nuls | Abstention, blancs et nuls                         | Abstention, blancs et nuls | Abstention, blancs et nuls | 23 444 | 53,11  |      |  |
| Exprimés                   | Exprimés                                           | Exprimés                   | Exprimés                   | 20 699 | 46,89  | ND   |  |
|                            |                                                    |                            |                            |        |        |      |  |
|                            | Plaid remporte le siège (nouvelle circonscription) |                            |                            |        |        |      |  |

#### Élection générale de 2011
| Candidat            | Candidat                                        | Étiquette           | Parti                   | Vote   | Vote   | Vote  |  |
| Candidat            | Candidat                                        | Étiquette           | Parti                   | Voix   | %      | ±     |  |
| ------------------- | ----------------------------------------------- | ------------------- | ----------------------- | ------ | ------ | ----- |  |
|                     | Janet Finch-Saunders                            | CON                 | Welsh Conservatives     | 6 888  | 33,95  | 3,56  |  |
|                     | Iwan Huws                                       | PC                  | Plaid Cymru             | 5 321  | 26,23  | 12,34 |  |
|                     | Eifion Wyn Williams                             | LAB                 | Welsh Labour            | 5 206  | 25,66  | 3,88  |  |
|                     | Mike Priestley                                  | LD                  | Welsh Liberal Democrats | 2 873  | 14,16  | 4,89  |  |
|                     |                                                 |                     |                         |        |        |       |  |
| Majorité            | Majorité                                        | Majorité            | Majorité                | 1 567  | 7,72   | 0,46  |  |
| Transfert de Butler | Transfert de Butler                             | Transfert de Butler | Transfert de Butler     |        |        | 7,95  |  |
|                     |                                                 |                     |                         |        |        |       |  |
| Corps électoral     | Corps électoral                                 | Corps électoral     | Corps électoral         | 44 978 | 100,00 |       |  |
| Abstention          | Abstention                                      | Abstention          | Abstention              | 24 690 | 54,89  |       |  |
| Participation       | Participation                                   | Participation       | Participation           | 20 432 | 45,43  |       |  |
| Exprimés            | Exprimés                                        | Exprimés            | Exprimés                | 20 288 | 45,11  | 1,78  |  |
| Blancs et nuls      | Blancs et nuls                                  | Blancs et nuls      | Blancs et nuls          | 144    | 0,71   |       |  |
|                     |                                                 |                     |                         |        |        |       |  |
|                     | Les Conservatives remportent le siège sur Plaid |                     |                         |        |        |       |  |

#### Élection générale de 2016
| Candidat                   | Candidat                              | Étiquette                  | Parti                      | Vote   | Vote   | Vote  |  |
| Candidat                   | Candidat                              | Étiquette                  | Parti                      | Voix   | %      | ±     |  |
| -------------------------- | ------------------------------------- | -------------------------- | -------------------------- | ------ | ------ | ----- |  |
|                            | Janet Finch-Saunders                  | CON                        | Welsh Conservatives        | 7 646  | 34,69  | 0,74  |  |
|                            | Trystan Lewis                         | PC                         | Plaid Cymru                | 6 892  | 31,27  | 5,04  |  |
|                            | Mike Priestley                        | LAB                        | Welsh Labour               | 6 039  | 27,40  | 1,74  |  |
|                            | Sarah Lesiter-Burgess                 | LD                         | Welsh Liberal Democrats    | 781    | 3,54   | 10,62 |  |
|                            | Petra Haig                            | WGP                        | Wales Green Party          | 680    | 3,09   | ND    |  |
|                            |                                       |                            |                            |        |        |       |  |
| Majorité                   | Majorité                              | Majorité                   | Majorité                   | 754    | 3,42   | 4,3   |  |
| Transfert de Butler        | Transfert de Butler                   | Transfert de Butler        | Transfert de Butler        |        |        | 2,15  |  |
|                            |                                       |                            |                            |        |        |       |  |
| Corps électoral            | Corps électoral                       | Corps électoral            | Corps électoral            | 44 960 | 100,00 |       |  |
| Abstention, blancs et nuls | Abstention, blancs et nuls            | Abstention, blancs et nuls | Abstention, blancs et nuls | 22 922 | 50,98  |       |  |
| Exprimés                   | Exprimés                              | Exprimés                   | Exprimés                   | 22 038 | 49,02  | 3,91  |  |
|                            |                                       |                            |                            |        |        |       |  |
|                            | Les Conservatives conservent le siège |                            |                            |        |        |       |  |